# Stämsjön, Norrbotten
Stämsjön är en sjö i Kalix kommun i Norrbotten och ingår i Kalixälven-Töreälvens kustområde. Sjön har en area på 0,22 kvadratkilometer och ligger 36 meter över havet.

## Delavrinningsområde
Stämsjön ingår i det delavrinningsområde (731884-182450) som SMHI kallar för Rinner mot Rånöfjärden. Medelhöjden är 19 meter över havet och ytan är 25,05 kvadratkilometer. Det finns inga avrinningsområden uppströms utan avrinningsområdet är högsta punkten. Avrinningsområdets utflöde mynnar i havet, utan att ha någon enskild mynningsplats. Avrinningsområdet består mestadels av skog (79 procent). Avrinningsområdet har 0,32 kvadratkilometer vattenytor vilket ger det en sjöprocent på 1,3 procent. Bebyggelsen i området täcker en yta av 0,71 kvadratkilometer eller 3 procent av avrinningsområdet.